# بواویتا
بواویتا (انگلیسی: Boavita) یک منطقه مسکونی در کشور کلمبیا است.